# Conothele truncicola
Conothele truncicola är en spindelart som beskrevs av Michael Ilmari Saaristo 2002. Conothele truncicola ingår i släktet Conothele och familjen Ctenizidae.
Artens utbredningsområde är Seychellerna. Inga underarter finns listade i Catalogue of Life.